# Scincella dunan
Scincella dunan — вид сцинкоподібних ящірок родини сцинкових (Scincidae). Ендемік Японії. Описаний у 2022 році.

## Поширення і екологія
Scincella dunan відомі з типової місцевості, розташованої на острові Йонаґуні в групі островів Яеяма у архіпелазі Рюкю.